# 全脳エミュレーションの時代
全脳エミュレーションの時代 (原題：The Age of Em: Work, Love and Life when Robots Rule the Earth)は、ジョージ・メイソン大学経済学准教ロビン・ハンソンが2016年に出版した科学ノンフィクション 。 

## 概要
研究者がいちから作成した汎用人工知能ではなく、人間の脳をスキャンして作成する「エム(全脳エミュレーション)」によって、社会がどのように変化をするかを探る   。邦訳版は2018年にNTT出版から出版された。  
「これまで3つの人間の時代があった。狩猟採集、農耕、産業。 次の時代は、脳のエミュレーションという形で人工知能から生まれる可能性が高く、次の世紀のどこかでそうなるであろう。 この本はその新しい時代の詳細な姿を描いている。」—The Age of Em
この本のシナリオでは人類は約100年後には、人間の脳を「十分な空間的および化学的解像度」でスキャンし、脳細胞の信号処理機能の大まかなモデルと組み合わせて、 「人工のハードウェアで実行可能な、完全な脳の動的セルのモデル、その信号入出力挙動が元の脳のそれに非常に近いモデル」を作成しているとしている 。 